# Millard Drexler
Millard S. Drexler, detto Mickey (17 agosto 1944), è un dirigente d'azienda statunitense.
È l'attuale presidente e CEO di J. Crew Group e l'ex amministratore delegato di Gap. È stato direttore di Apple dal 1999.
Ha studiato presso la Bronx High School of Science, City College di New York, e l'Università di Buffalo. In seguito ha ottenuto un M.B.A. presso la Boston University Graduate School of Management.
Nella metà degli anni 1970, Drexler è stato vicepresidente del merchandising della Abraham & Straus a Brooklyn. Ha lavorato anche a Ann Taylor, Bloomingdale's e Macy's.

## Gap
Drexler è spesso accreditato per l'ascesa di Gap durante il 1990. Fino ad allora Gap era una catena relativamente piccola di vendita di marche private e pubbliche. Sotto Drexler la società ha subito un cambiamento di merce e di marca privata e si espanse rapidamente per diventare un elemento iconico della cultura pop degli anni 90. Spot televisivi che rappresentavano modelli di giovani e la musica orecchiabile come "Mellow Yellow" e "Dress Me Up In Your Love" incarnavano il look rilassato americano casual Gap.
Il 22 maggio 2002, tuttavia, Drexler è stato improvvisamente licenziato dal fondatore di Gap Donald Fisher.

## J. Crew

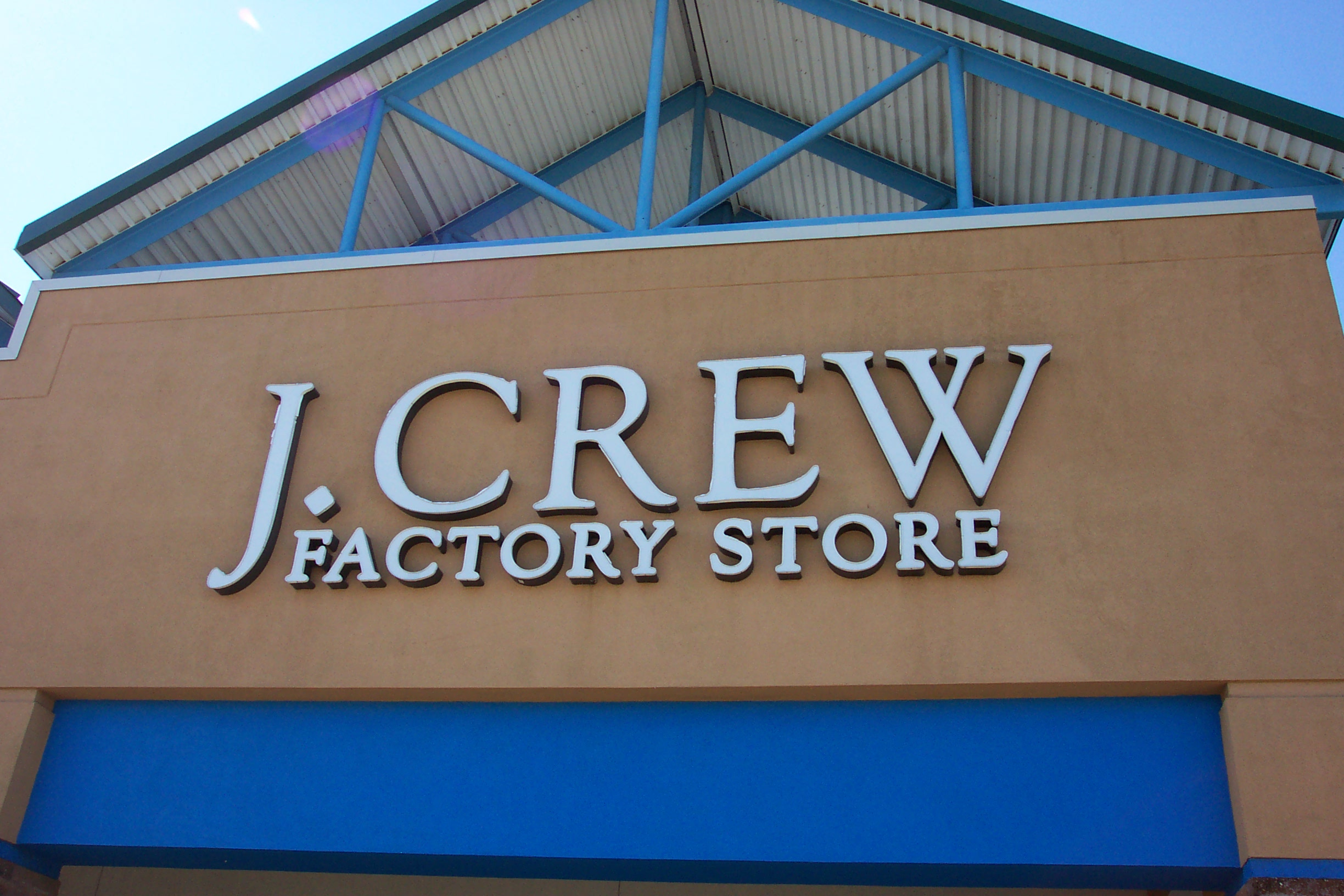
J.Crew outlet store

Il J. Crew Group, un rivenditore americano di abbigliamento e accessori con sede a New York City, fondata nel 1983 con il lancio del suo catalogo per corrispondenza e ampliata la distribuzione nel 1989, con il suo primo negozio a South Street Seaport a New York City. J. Crew rapidamente assunto Drexler dopo la sua improvvisa partenza da Gap. Drexler ha cercato nel suo ruolo di amministratore delegato di riposizionare il marchio J. Crew come un hotel boutique di lusso. Che una volta era un prezzo abbordabile, americani, marchio elegante-casual sta rapidamente diventando un lusso, brand dressy-vintage americano con "fronzoli incluso".

## Madewell
Nel maggio 2006, J. Crew CEO Millard Drexler, ha annunciato l'intenzione di lanciare una catena di negozi casual nel mese di agosto con il nome di Madewell. Il nome deriva da una società workwear ex sede a New Bedford, Massachusetts. Madewell sarà una società separata da J. Crew.